# 2-Amino-4,6-dihydroxypyrimidin
2-Amino-4,6-dihydroxypyrimidin ist eine chemische Verbindung aus der Gruppe der Pyrimidine.

## Gewinnung und Darstellung
2-Amino-4,6-dihydroxypyrimidin lässt sich über eine mehrstufige Synthese ausgehend von Harnstoff und Propargylalkohol gewinnen.

## Verwendung
2-Amino-4,6-dihydroxypyrimidin (ADH) wird u. a. zur Synthese von 2-Amino-4,6-dimethoxypyrimidin (ADM) und 2-Amino-4,6-dichlorpyrimidin verwendet. Auf ADH basieren auch einige Herbizide.